# كنان ياغي
كنان ياغي (مواليد 1976 في السلمية) إداري وسياسي سوري شغل منصب وزير المالية في حكومتي حسين عرنوس الأولى والثانية منذ 30 أغسطس 2020 إلى 23 أيلول 2024.

## نُبذة
حاصل على دكتوراه في إدارة الأعمال عام 2010 من جامعة دمشق، وماجستير في الإدارة المالية عام 2005 من جامعة عين شمس في مصر، ودبلوم في إدارة الأعمال من جامعة حلب، عام 2001، وبكالوريوس في إدارة الأعمال من الجامعة نفسها عام 1999.
متزوج ولديه ابنان.

## سيرته المهنية
عمل لدى مصرف سورية المركزي منذ عام 2006 ولغاية العام 2015 حيث تولى عدة مهام منها مدير مديرية الخزينة ومدير مديرية العمليات المصرفية ورئيس قسم إدارة الأوراق المالية الحكومية وشغل منصب نائب الرئيس التنفيذي لسوق دمشق للأوراق المالية منذ عام 2015.
أستاذ جامعي في قسم التمويل بالجامعة العربية الدولية الخاصة وعمل استشارياً اقتصادياً لدى العديد من المنظمات الدولية.
شارك في عدة دورات تدريبية أبرزها دورة في هيكل الأسواق المالية في بنك إنكلترا المركزي ودورة تدريبية في البنك التجاري الألماني “كوميرز بنك” حول الاستثمار في الأسواق المالية وتشكيل المحافظ الاستثمارية بمدينة فرانكفورت الألمانية ودورة في بنك إيطاليا المركزي بإدارة العمليات النقدية والاحتياطيات الأجنبية ودورة تدريبية حول إدارة الاحتياطيات الأجنبية والدين العام في بنك بلجيكا المركزي.
له العديد من الدراسات والأبحاث العلمية المنشورة تتعلق بالأسواق المالية والقضايا المصرفية والمالية.